# IC 4514
IC 4514 ist eine Balken-Spiralgalaxie vom Hubble-Typ SB(s)ab im Sternbild Bärenhüter am Nordsternhimmel. Sie ist rund 412 Millionen Lichtjahre von der Milchstraße entfernt.
Entdeckt wurde das Objekt am 26. Juli 1895 von Stéphane Javelle.